# برهاسباتي
برهاسباتي أو بِرَهَسْبََتِي (بالسنسكريتية: बृहस्पति)‏ و(بالإنجليزية: Brihaspati)‏، المعروف أيضًا باسم غورو، هو رب هندوسي. في الكتب المقدسة الفيدية القديمة للهندوسية، برهاسباتي هو رب مرتبط بالنار، وتشير الكلمة أيضًا إلى ريشي (حكيم) الذي ينصح الديفاس (الأرباب). في بعض النصوص اللاحقة، تشير الكلمة إلى أكبر كوكب في النظام الشمسي، كوكب المشتري، ويرتبط الرب بالكوكب بوصفه نافاغرها.